# معهد برود
معهد برود التابع لمعهد ماساتشوستس للتكنولوجيا وجامعة هارفارد هو مركز أبحاث يهتم بالطب الحيوي والجيني تجمع مجتمعًا من الباحثين من العديد من التخصصات والمؤسسات الشريكة من معهد ماساتشوستس للتكنولوجيا وجامعة هارفارد والمستشفيات التابعة لهارفارد. تأسس المركز عام 2004 ويقع في كامبريدج، ماساشوستس، الولايات المتحدة الأمريكية.
يهدف المعهد في فهم جذور الأمراض بشكل أفضل وإيجاد فرص جديدة للتدخل العلاجي.
يجمع المعهد بعضًا من الأطباء الأكثر موهبة، والباحثين في الطب الحيوي، وعلماء البيانات، ومهندسي البرمجيات، و لمعالجة التحديات العلمية الأكثر إلحاحًا وطموحًا في مجال صحة الإنسان.
المؤسسات الشريكة هي:
- معهد ماساتشوستس للتكنولوجيا
- جامعة هارفرد
- كلية الطب بجامعة هارفارد
- مركز بيث إسرائيل ديكونيس الطبي
- مستشفى بوسطن للأطفال
- مستشفى بريجهام والنساء
- معهد دانا فاربر للسرطان
- مستشفى ماساتشوستس العام

وبالاستفادة من هذه البيئة العلمية التي لا مثيل لها وإشراك أكثر من 6000 عالم، يعمل المعهد على تمكين فرق متعددة المؤسسات ومتعددة التخصصات لريادة مجالات جديدة للدراسة، وتطوير أساليب وموارد تحويلية، وتعزيز الابتكار.

## روابط خارجية
- الموقع الرسمي لمعهد برود.

‌